# Earl V. Moore
Earl Vincent Moore (Lansing, 27 september 1890 – ?, 29 december 1987) was een Amerikaans componist, muziekpedagoog, dirigent en organist.

## Levensloop
Moore kreeg al op de Lansing High School orgelles. Hij studeerde aan de School of Music, van de Universiteit van Michigan in Ann Arbor en behaalde in 1910 zijn diploma als organist. In 1912 behaalde hij zijn Bachelor of Arts en in 1915 aan dezelfde universiteit zijn Master of Arts. Vanaf 1914 werkte hij als docent voor orgel aan zijn Alma Mater, de Universiteit van Michigan en werd daar in 1915 eveneens vaste organist. Vanaf 1916 werd hij hoofd voor muziektheorie en in 1923 tot professor benoemd. In 1940 werd hij directeur en in 1946 hoofd van de School of Music aan de universiteit en bleef in deze functie tot zijn pensionering in 1960. In 1960 werd hij professor aan de University of Houston in Houston en bestuurslid van de muziekafdeling. Hij ging met pensioen in 1970. 

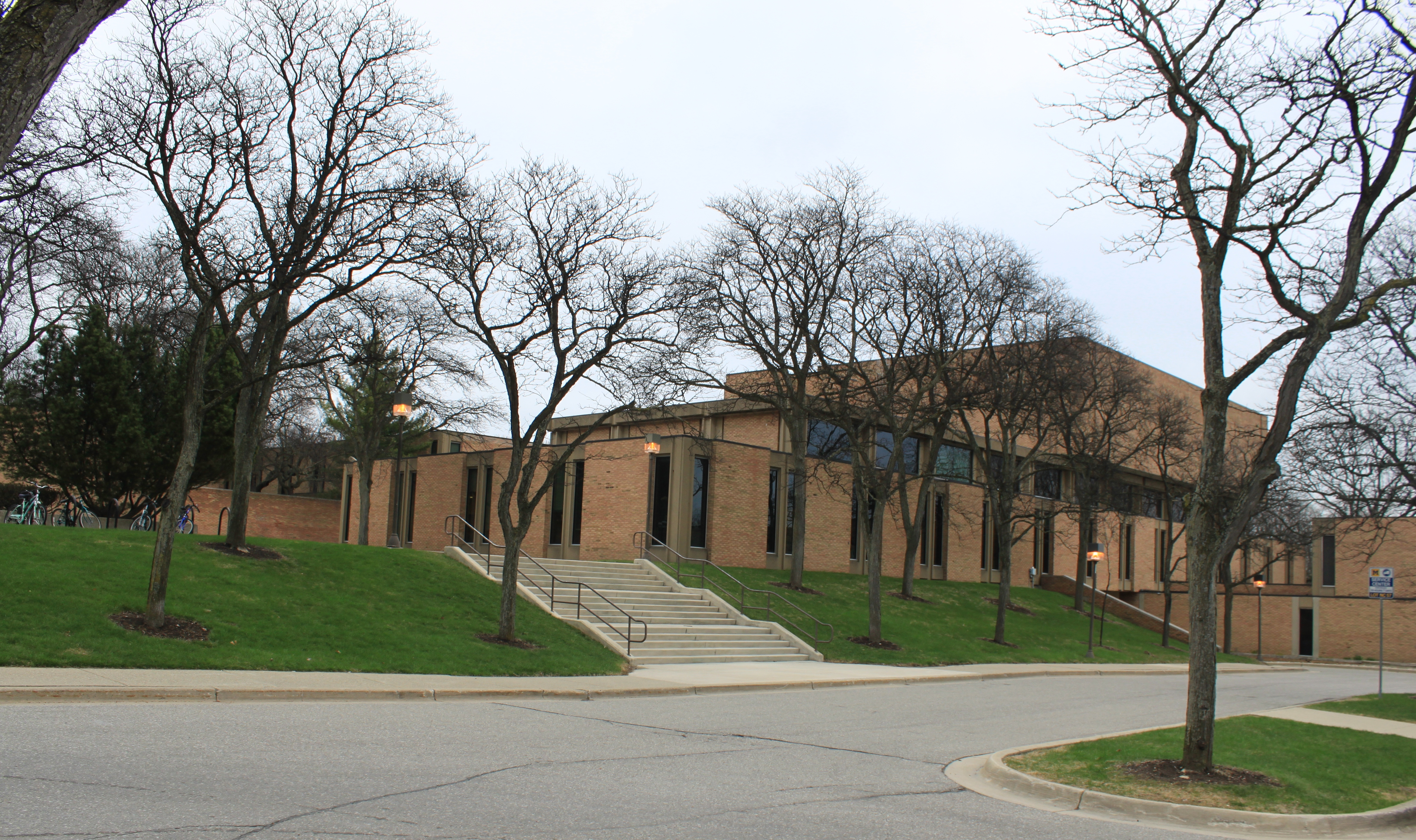
Het Earl V. Moore gebouw van de School of Music van de Universiteit van Michigan

In 1932 en 1934 dirigeerde hij opera-uitvoeringen met onder andere het Chicago Symphony Orchestra in het Hill-Auditorium van de Universiteit van Michigan in Ann Arbor.
Ook buiten de universiteit was hij bezig als bestuurslid van de Music Teachers National Association van 1924 tot 1926, als tweede voorzitter in 1928 en in 1936 als voorzitter. Verder was hij voorzitter van 1932 tot 1925 in de National Association of Schools of Music. Moore was lid van de American Guild of Organists en van de componistenbroederschap Phi Mu Alpha Sinfonia Fraternity of America. In de periode van 1959 tot 1972 was hij lid van de Elizabeth Sprague Coolidge Foundation. 
Moore was gehuwd met Blanche Anderson, naar wie de "Blanch Anderson Moore Hall" aan de School of Music van de Universiteit van Michigan in Ann Arbor was vernoemd. 
Hij was een bekend componist en heeft vele werken opgedragen aan zijn universiteit; het bekendste werk is de football-mars Varsity, waarvoor J. Fred Lawton in 1911 de tekst schreef. In 1929 werd hij tot eredoctor van de Universiteit van Rochester in Rochester benoemd. In 1954 won hij de University of Michigan Band Alumni Association Award. Op 12 maart 1975 werd het nieuwe gebouw van de School of Music van de Universiteit van Michigan in Ann Arbor naar hem vernoemd Earl V. Moore Building. In 1961 werd er aan de universiteit een Earl V. Moore Scholarship Fund tot steun van de muziekstudenten opgericht en aldaar wordt ieder jaar een Earl V. Moore Award uitgereikt. 

## Composities

### Werken voor harmonieorkest
- 1911 Varsity, mars voor harmonieorkest en gemengd koor (Men of Michigan on to victory, ev'ry man in ev'ry play) - tekst: J. Fred Lawton

### Cantates
- The Voyage of Arion, cantate voor vocaal solisten en kinderkoor
- The bird man, cantate voor vocaal solisten en kinderkoor

### Vocale muziek

#### Werken voor koor
- College days, voor mannenkoor (of vocaal kwartet) en orkest - tekst: Donald A. Kahn
- Koanzaland, voor gemengd koor
- Voices of Michigan, voor gemengd koor

### Werken voor orgel
- A Service of Invocation

## Publicaties
- samen met Theodore E. Heger: The Symphony and the Symphonic Poem: analytical and descriptive charts of the standard symphony repertory
- samen met Robert Heger: Ein Friedenslied, op. 19, University of Michigan, 122 p.
- Syllabus of outline and material for introduction to musical literature Ann Arbor, Mich., Edwards Bros.